# Susan Flannery
Susan Flannery (ur. 31 lipca 1939 w Jersey City) – amerykańska aktorka telewizyjna i filmowa. Laureatka Złotego Globu, czterokrotna laureatka nagrody Emmy dla najlepszej amerykańskiej aktorki serialowej.

## Życiorys
Urodziła się w Jersey City w stanie New Jersey. Uczęszczała do szkoły na nowojorskim Manhattanie. W 1962 ukończyła Stephens College w Columbia w Missouri. Naukę kontynuowała na Arizona State University.
Grała gościnnie w serialach, w tym ABC Prawo Burke’a (1963) i trzech odcinkach serialu science fiction Voyage to the Bottom of the Sea (1964) w reżyserii Irwina Allena jako Katie. Zadebiutowała na dużym ekranie w niewielkiej roli Molly w westernie Borisa Sagala Diabelska broń (Guns of Diablo, 1965) u boku Charlesa Bronsona, Susan Oliver i Kurta Russella. Za rolę dr Laury Spencer Horton w operze mydlanej NBC Dni naszego życia (1966–1975) otrzymała nagrodę Emmy. Kreacja Lorrie w filmie katastroficznym Johna Guillermina Płonący wieżowiec (1974) ze Steve’em McQueenem i Paulem Newmanem w rolach głównych przyniosła jej Złoty Glob. Trafiła też do miniserialu NBC The Moneychangers (1976) z Kirkiem Douglasem i Christopherem Plummerem. Wystąpiła w jedenastu odcinkach opery mydlanej CBS Dallas (1980–1981) pojawiła się jako Leslie Stewart.
Dużą część swojej sławy zawdzięcza roli Stephanie Douglas Forrester, seniorki rodu Forresterów w operze mydlanej CBS Moda na sukces, w której grała od 24 marca 1987 do 26 listopada 2012. Wyreżyserowała także kilka odcinków serialu. Jako Stephanie Forrester pojawiła się gościnnie w operze mydlanej CBS Żar młodości (1993). W serialu ABC Hope i Faith (2004) wystąpiła w dwóch odcinkach jako Laura Levisetti.
W 2012 roku oficjalnie zakończyła karierę, lecz w 2018 roku, zgodziła się zagrać w jednym z odcinków serialu udzielając głosu, podczas rozmowy z Brooke. Początkowo fani twierdzili, że jest to wycinek z wcześniejszych odcinków, lecz produkcja potwierdziła udział Susan w serialu. Odcinek z jej udziałem w Polsce planowo ma być emitowany w 2021 roku. 
Posiada licencję pilota. Nigdy nie wyszła za mąż. Ma adoptowaną córkę Blaise Flannery (ur. w 1987).

## Nagrody
| Rok  | Nagroda      | Kategoria                   | Rola                | Tytuł             |
| ---- | ------------ | --------------------------- | ------------------- | ----------------- |
| 1975 | Złoty Glob   | Nowa gwiazda roku           | Lorrie              | Płonący wieżowiec |
| 1975 | Daytime Emmy | Najlepsza aktorka w serialu | Laura Horton        | Dni naszego życia |
| 2000 | Daytime Emmy | Najlepsza aktorka w serialu | Stephanie Forrester | Moda na sukces    |
| 2002 | Daytime Emmy | Najlepsza aktorka w serialu | Stephanie Forrester | Moda na sukces    |
| 2003 | Daytime Emmy | Najlepsza aktorka w serialu | Stephanie Forrester | Moda na sukces    |